# Campionatul Mondial de Cros din 1984
A 12-a ediție a Campionatului Mondial de Cros s-a desfășurat pe 25 martie 1984 la East Rutherford, Statele Unite. Au participat 443 de sportivi din 40 de țări.

## Rezultate

### Masculin
| Loc | Sportiv           | Timp  |
| --- | ----------------- | ----- |
| 1   | Carlos Lopes      | 33:25 |
| 2   | Tim Hutchings     | 33:30 |
| 3   | Steve Jones       | 33:32 |
| 4   | Pat Porter        | 33:34 |
| 5   | Wilson Waigwa     | 33:41 |
| 6   | Ed Eyestone       | 33:46 |
| 7   | Pierre Levisse    | 33:51 |
| 8   | Bekele Debele     | 33:52 |
| 9   | Adugna Lema       | 33:52 |
| 10  | Francesco Panetta | 33:54 |

| Loc | Țară | Puncte                                 |
| --- | --- | -------------------------------------- |
|     | Etiopia · Bekele Debele · Adugna Lema · Mohamed Kedir · Dereje Nedi · Eshetu Tura · Wodajo Bulti · Feyissa Abebe · Hailu Wolde Tsadik · Megersa Tulu | 134 8 9 16 24 31 46 (96) (97) (163)    |
|     | Statele Unite ale Americii Pat Porter Ed Eyestone Craig Virgin John Easker Jeff Drenth Mark Stickley John Idstrom Daniel Dillon Troy Billings        | 161 4 6 17 28 41 65 (92) (94) (144)    |
|     | Portugalia Carlos Lopes Fernando Mamede António Leitão João Campos Ezequiel Canário Joaquim Pinheiro Fernando Couto Fernando Miguel João Silva       | 223 1 23 25 26 64 84 (124) (199) (205) |
| 4   | Kenya Wilson Waigwa Paul Kipkoech Joshua Kipkemboi Some Muge Omwanda Mirande Peter Kianga Joseph Kiptum Andrew Masai Hillary Tuwei                   | 233 5 19 39 52 57 61 (63) (72) (123)   |
| 5   | Italia Francesco Panetta Alberto Cova Stefano Mei Franco Boffi Giuseppe Pambianchi Salvatore Antibo Ranieri Carenza Marco Gozzano Gelindo Bordin     | 258 10 11 54 55 60 68 (80) (82) (NT)   |
| 6   | Anglia Tim Hutchings Julian Goater Kevin Forster Peter Tootell Andy Holden Richard Partridge Geoff Turnbull Steve Binns Eddie Herridge               | 269 2 30 34 49 69 85 (87) (113) (158)  |

### Feminin
| Loc   | Sportivă           | Timp  |
| ----- | ------------------ | ----- |
| 1     | Maricica Puică     | 15:56 |
| 2     | Galina Zaharova    | 15:58 |
| 3     | Grete Waitz        | 15:58 |
| 4     | Ingrid Kristiansen | 16:04 |
| 5     | Jane Furniss       | 16:10 |
| 6     | Christine Benning  | 16:15 |
| 7     | Midde Hamrin       | 16:16 |
| 8     | Angela Tooby       | 16:18 |
| 9     | Betty Springs      | 16:20 |
| 10    | Cathy Branta       | 16:21 |
| [...] |                    |       |
| 34    | Paula Ilie         | 16:50 |
| 40    | Elena Fidatov      | 16:53 |
| 52    | Margareta Keszeg   | 17:02 |
| 89    | Mitica Junghiatu   | 17:55 |

| Loc | Țară | Puncte                   |
| --- | --- | ------------------------ |
|     | Statele Unite ale Americii Betty Springs Cathy Branta Sabrina Dornhoefer Cathie Twomey Brenda Webb Nan Doak | 52 9 10 16 17 (25) (32)  |
|     | Anglia Jane Furniss Christine Benning Ruth Smeeth Carole Bradford Carol Haigh Julie Laughton                | 65 5 6 15 39 (54) (55)   |
|     | Noua Zeelandă Dianne Rodger Mary O’Connor Christine Hughes Sue Bruce Linden Wilde Sara Harnett              | 91 14 19 27 31 (50) (82) |
| 4   | Irlanda Regina Joyce Roisin Smyth Monica Joyce Louise McGrillen Mary Friel                                  | 105 21 22 26 36 (58)     |
| 5   | Suedia Midde Hamrin Eva Ernström Birgitta Wåhlin Annika Lewin Anneli Edling                                 | 122 7 11 43 61 (85)      |
| 6   | România · Maricica Puică · Paula Ilie · Elena Fidatov · Margareta Keszeg · Mitica Junghiatu                 | 127 1 34 40 52 (89)      |

### Juniori
| Loc | Sportiv                | Timp  |
| --- | ---------------------- | ----- |
| 1   | Pere Casacuberta       | 21:32 |
| 2   | Doju Tessema           | 21:34 |
| 3   | John Castellano        | 21:37 |
| 4   | Belaye Teshome         | 21:42 |
| 5   | Antonio Pérez          | 21:48 |
| 6   | Paul Roden             | 21:49 |
| 7   | Kalcha Abcha           | 21:49 |
| 8   | Wolde Silasse Melkessa | 21:50 |
| 9   | Robert Rice            | 21:53 |
| 10  | David Miles            | 22:00 |

| Loc | Țară | Puncte                    |
| --- | --- | ------------------------- |
|     | Etiopia · Doju Tessema · Belaye Teshome · Kalcha Abcha · Wolde Silasse Melkessa                                      | 21 2 4 7 8                |
|     | Spania Pere Casacuberta Antonio Pérez Joseba Sarriegui José Sanchez Luis Prieto José Manuel García                   | 34 1 5 11 17 (25) (39)    |
|     | Anglia Paul Roden David Miles Karl Palmer David Robinson Paul Taylor David Dudley                                    | 68 6 10 22 30 (78) (89)   |
| 4   | Statele Unite ale Americii Patrick Piper Simon Gutierrez Ronald Harris Dan Foley Dennis Cullinane William Mangan     | 72 12 16 21 23 (29) (48)  |
| 5   | Canada John Castellano Robert Rice Glenn Charanduk Scott McDonald Cari Bessai Mark Wood                              | 101 3 9 33 56 (58) (65)   |
| 6   | Belgia · Jo Slagmolen · Peter Govaerts · Peter Van de Kerkhove · Arnold van Heesvelde · Johan Gillis · Ben Debognies | 116 14 24 38 40 (44) (47) |

## Clasament pe medalii
| Loc   | Țară                       | Aur | Argint | Bronz | Total |
| ----- | -------------------------- | --- | ------ | ----- | ----- |
| 1     | Etiopia                    | 2   | 1      | 0     | 3     |
| 2     | Spania                     | 1   | 1      | 0     | 2     |
| 2     | Statele Unite ale Americii | 1   | 1      | 0     | 2     |
| 4     | Portugalia                 | 1   | 0      | 1     | 2     |
| 5     | România                    | 1   | 0      | 0     | 1     |
| 6     | Anglia                     | 0   | 2      | 1     | 3     |
| 7     | Uniunea Sovietică          | 0   | 1      | 0     | 1     |
| 8     | Canada                     | 0   | 0      | 1     | 1     |
| 8     | Norvegia                   | 0   | 0      | 1     | 1     |
| 8     | Noua Zeelandă              | 0   | 0      | 1     | 1     |
| 8     | Țara Galilor               | 0   | 0      | 1     | 1     |
| Total | Total                      | 6   | 6      | 6     | 18    |